# Zorlar, Fethiye
Zorlar là một xã thuộc huyện Fethiye, tỉnh Muğla, Thổ Nhĩ Kỳ. Dân số thời điểm năm 2011 là 1.355 người.